# Crotalaria variifolia
Crotalaria variifolia är en ärtväxtart som beskrevs av Roger Marcus Polhill. Crotalaria variifolia ingår i släktet sunnhampor, och familjen ärtväxter. Inga underarter finns listade i Catalogue of Life.